# Entroncamento
Entroncamento est une municipalité (en portugais : concelho ou município) du Portugal, située dans le district de Santarém et la région Centre.
C'est la deuxième plus petite municipalité du pays en superficie, avec seulement 13,8 km2. Avec 20 206 habitants (2011), cela correspond à une densité de 1 464,2 hab./km2. Elle est divisée en deux paroisses.
Entroncamento a trois saints patrons : la Sainte Famille, saint Jean-Baptiste et Notre-Dame de Fátima.

## Géographie
Entroncamento est limitrophe :
- à l'est, de Vila Nova da Barquinha,
- au sud, de Golegã,
- à l'ouest et au nord, de Torres Novas.

## Toponymie
Entroncamento tire son nom du fait que deux lignes de chemin de fer s'y rejoignent : la ligne du Nord (pt) (qui relie Lisbonne à Porto) et la ligne de Beira Baixa (pt) (qui relie Entroncamento à Covilhã, et de là à l'Espagne). 

## Histoire
Autrefois une région sauvage, Entroncamento s'est développée en grande partie grâce au passage du chemin de fer. Entroncamento est alors devenu une freguesia autonome, détachée de Torres Novas et de Vila Nova da Barquinha le 24 août 1926. Le 24 novembre 1945, avec sa croissance continue, elle est élevée au rang de vila et devient alors siège d'une municipalité indépendante. Elle est élevée au rang de cidade le 20 juin 1991.

## Démographie
| 1950  | 1960  | 1981   | 1991   | 2001   | 2011   |
| ----- | ----- | ------ | ------ | ------ | ------ |
| 6 804 | 7 355 | 11 976 | 14 226 | 18 174 | 20 206 |

## Subdivisions
La municipalité de Entroncamento groupe 2 freguesias :
- Nossa Senhora de Fátima
- São João Baptista

## Jumelages
Encontramento est jumelée avec trois villes :
- Mosteiros (Cap-Vert) ;
- Penafiel (Portugal) ;
- Villiers-sur-Marne (France).

## Personnalités
- António Avelar de Pinho (1947-), chanteur et compositeur, est né à Entroncamento.